# South Hanningfield
South Hanningfield is een civil parish in het bestuurlijke gebied Chelmsford, in het Engelse graafschap Essex.

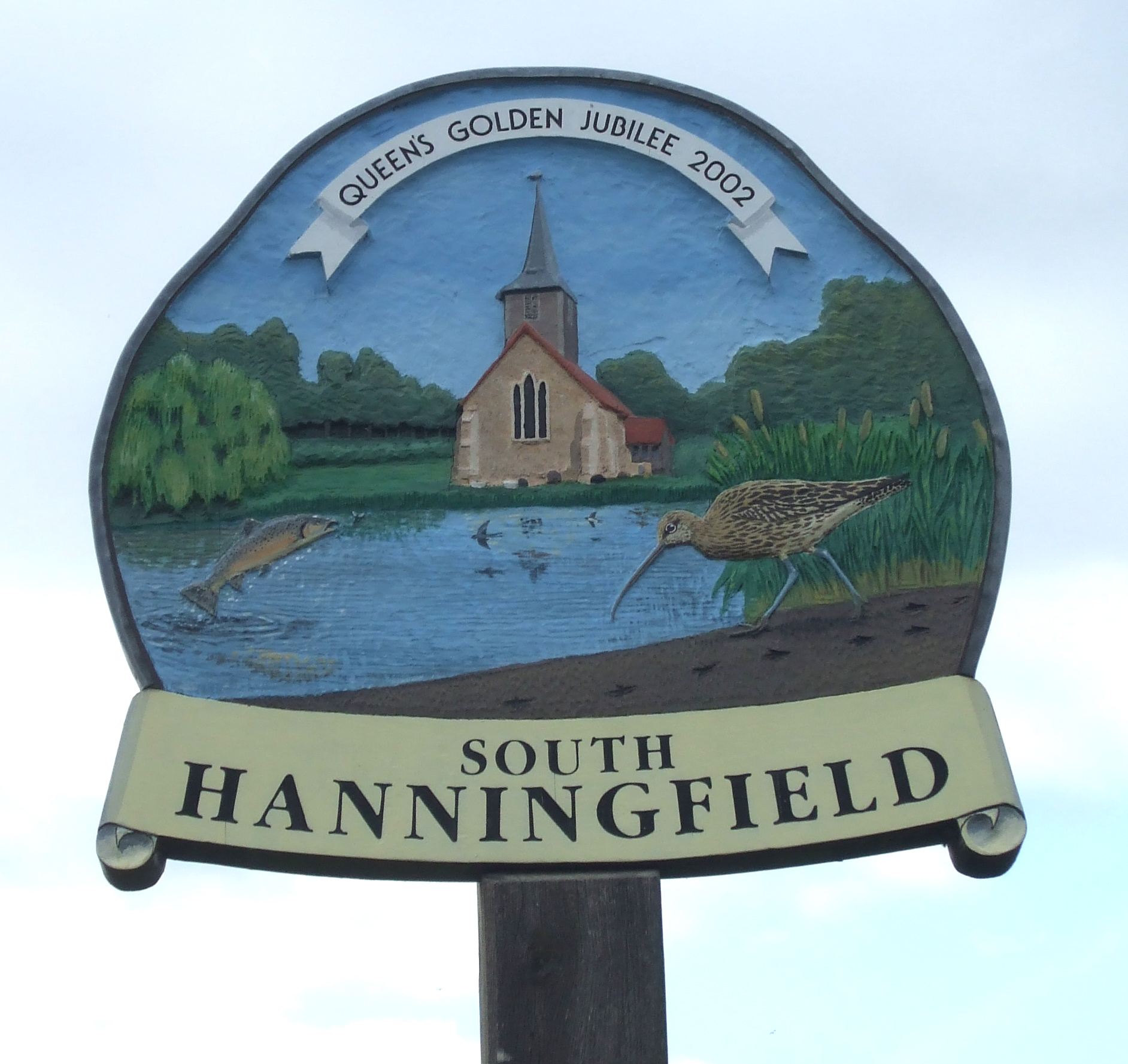